# Вера Звонарьова
Вера Игоревна Звонарьова (на руски: Вера Игоревна Звонарёва) е професионална тенисистка от Русия. Започва да играе тенис на шест години и става професионалистка през 2000 г. Към 25 октомври 2010 г. тя е номер 2 в световната ранглиста.

## Биография
Звонарьова е родена на 7 септември 1984 в Москва в семейството на Игор и Наталия Звонарьова (Букова). Игор играе банди (руски хокей) в шампионата на СССР, докато Наталия е състезателка по хокей на трева и бронзов медалист от Московските олимпийски игри през 1980 г. Вера се запознава с тениса на шест години чрез майка си, макар че никой друг от семейството ѝ не го практикува.
Първите си крачки в професионалния тенис, Вера Звонарьова прави повече от убедително, след като печели на два пъти (2000, 2001) престижния юношески турнир „Ориндж Боул“, начело с личния си треньор Екатерина Крючкова, която изиграва много важна роля за оформянето на агресивния стил на игрово поведение на Звонарьова. Първото си участие на турнир от официалния календар на Международната тенис федерация (ITF), Вера Звонарьова регистрира през 1999 г., в грузинската столица Тбилиси. В това състезание, тя е елиминирана във фазата на квалификациите от своята беларуска връстничка Татяна Пучек. Година по-късно, Вера Звонарьова получава най-голямото признание за своето професионално израстване, след като получава „уайлдкард“ от организаторите на турнира за „Купата на Кремъл“, където достига до втория кръг на надпреварата, в който е отстранена от бъдещата шампионка Анна Курникова.
В своята витрина с шампионски отличия, Вера Звонарьова има 10 титли на сингъл и 5 титили на двойки от състезания, провеждащи се под егидата на Женската тенис асоциация (WTA). Първата си титла на сингъл, Вера Звонарьова печели на турнира „Кроатиан Лейдис Оупън“, в чиято финална среща надиграва Кончита Мартинес Гранадос с резултат 6:3, 6:1. Безспорно един от най-големите успехи на руската тенисистка е титлата на двойки от „Откритото първенство на САЩ“ през 2006 г. Тогава заедно с французойката Натали Деши, тя надиграва сънародничката си Динара Сафина и Катарина Среботник от Словения.
Истинска сензация сътворява Вера Звонарьова по време на традиционно провеждащия се турнир от Големия шлем „Уимбълдън“. През 2010 г., тя достига едновременно до финал, както на сингъл, така и на двойки. В мачът на сингъл, пред препълнените трибуни на централния корт, тя губи от водачката в световната ранглиста Серина Уилямс с резултат 3:6, 2:6, след като в полуфиналната среща отстранява българската тенисистка Цветана Пиронкова. Във финалната среща на двойки заедно със сънародничката си Елена Веснина губи от Ваня Кинг и Ярослава Шведова.
На Летните олимпийски игри в Пекин през 2008 г., Вера Звонарьова и сънародничката ѝ Елена Веснина играят във фазата на четвъртфиналите, в която губят от американските им опонентки Винъс и Серина Уилямс. На сингъл Звонарьова завоюва бронзов медал.
На 11 септември 2010 г. Вера Звонарьова играе своя втори финал на турнир от Големия шлем. Това се случва във финалния мач от „Откритото първенство на САЩ“, в който руската тенисистка губи от трикратната шампионка от този турнир Ким Клейстерс с резултат 2:6, 1:6. Въпреки допуснатото поражение, Вера Звонарьова завоюва най-престижното си класиране в световната ранглиста на женския тенис, като заема четвърта позиция.
На 26 февруари 2011 г., Вера Звонарьова печели шампионската титла на сингъл от престижния турнир „Катар Лейдис Оупън“. Във финалната среща, тя сломява съпротивата на своята опонентка Каролине Возняцки в двусетов мач с резултат 6:4, 6:4.
На 18 юли 2011 г., Вера Звонарьова печели шампионската титла на сингъл от турнира в столицата на Азербайджан – Баку. Във финалната среща, тя побеждава своята сънародничка Ксения Первак с резултат 6:1 и 6:4.